# Phylinae
Phylinae is een onderfamilie van wantsen van de familie van de blindwantsen (Miridae). De familie werd voor het eerst wetenschappelijk beschreven door Douglas & Scott in 1865.

## Taxonomie
De onderfamilie bestaat uit de volgende geslachtengroepen:
- Tribus: Cremnorrihini Reuter, 1883
  - Adunatiphylus Schuh & Schwartz, 2016
  - Asterophylus Schuh & Schwartz, 2016
  - Austroplagiognathus Schuh & Schwartz, 2016
  - Austropsallus Schuh, 1974
  - Bifidostylus Schuh & Schwartz, 2016
  - Capecapsus Schuh, 1974
  - Coatonocapsus Schuh, 1974
  - Denticulophallus Schuh, 1974
  - Dicyphylus Schuh & Schwartz, 2016
  - Eremotylus Schuh & Schwartz, 2016
  - Euderon Puton, 1888
  - Grandivesica Schuh & Schwartz, 2016
  - Guentherocoris Schuh & Schwartz, 2004
  - Gyrophallus Schuh & Schwartz, 2016
  - Halophylus Schuh & Schwartz, 2016
  - Lepidophylus Schuh & Schwartz, 2016
  - Leutiola Wyniger, 2012
  - Lopidodenus V. Putshkov, 1974
  - Maculiphylus Schuh & Schwartz, 2016
  - Monospiniphallus Schuh & Schwartz, 2016
  - Myoporophylus Schuh & Schwartz, 2016
  - Myrtophylus Schuh & Schwartz, 2016
  - Omnivoriphylus Schuh & Schwartz, 2016
  - Paralopus Wagner, 1957
  - Parasciodema Poppius, 1914
  - Proteophylus Schuh & Schwartz, 2016
  - Pulvillophylus Schuh & Schwartz, 2016
  - Shendina Linnavuori, 1975
  - Spinivesica Schuh & Schwartz, 2016
  - Telophylus Schuh & Schwartz, 2016
  - Ticua Wyniger, 2012
  - Zinjolopus Linnavuori, 1975
- Tribus: Decomiini Schuh & Menard, 2013
  - Aurantiocoris Schuh & Schwartz, 2004
  - Decomia Poppius, 1915
  - Decomioides Schuh, 1984
  - Malaysiamiris Schuh, 1984
  - Malaysiamiroides Schuh, 1984
  - Rubrocuneocoris Schuh, 1984
- Tribus: Exaeretini Puton, 1875
  - Brendaphylus Yasunaga, 2013
  - Eumecotarsus Kerzhner, 1962
  - Eurycranella Reuter, 1904
  - Frotaphylus Carvalho, 1984
  - Moissonia Reuter, 1894
  - Randallopsallus Yasunaga, 2013
- Tribus: Hallodapini Van Duzee, 1916
  - Acrorrhinium Noualhier, 1895
  - Aeolocoris Reuter, 1903
  - Alloeomimella Yasunaga & Duwal, 2019
  - Alloeomimus Reuter, 1910
  - Artchawakomius Yasunaga, 2012
  - Aspidacanthus Reuter, 1901
  - Auricillocoris Schuh, 1984
  - Azizus Distant, 1910
  - Bibundiella Poppius, 1914
  - Boopidella Reuter, 1907
  - Carinogulus Schuh, 1974
  - Chaetocapsus Poppius, 1914
  - Clapmarius Distant, 1904
  - Cleotomiris Schuh, 1984
  - Cleotomiroides Schuh, 1984
  - Coquillettia Uhler, 1890
  - Cremnocephalus Fieber, 1861
  - Cyrtopeltocoris Reuter, 1876
  - Diocoris Kirkaldy, 1902
  - Eminoculus Schuh, 1974
  - Formicopsella Poppius, 1914
  - Gampsodema Odhiambo, 1960
  - Glaphyrocoris Reuter, 1903
  - Hadrodapus Linnavuori, 1996
  - Hallodapomimus Herczek, 1998
  - Hallodapus Fieber, 1858
  - Ifephylus Linnavuori, 1993
  - Kapoetius Schmitz, 1969
  - Laemocoris Reuter, 1879
  - Lapazphylus Carvalho & Costa, 1992
  - Leaina Linnavuori, 1974
  - Leptomimoides Herczek & Popov, 2011
  - Leptomimus Herczek & Popov, 2010
  - Lestonisca Carvalho, 1988
  - Lissocapsus Bergroth, 1903
  - Malgacheocoris Carvalho, 1952
  - Megacoeloides Poppius, 1914
  - Mimocoris Scott, 1872
  - Myombea China & Carvalho, 1951
  - Myrmicomimus Reuter, 1881
  - Neocyrtopeltocoris Wyniger, Schuh & Henry, 2023
  - Neolaemocoris Wagner, 1975
  - Omphalonotus Reuter, 1876
  - Pangania Poppius, 1914
  - Paralaemocoris Linnavuori, 1964
  - Peniculimiris Yasunaga & Duwal, 2016
  - Phoradendrepulus Polhemus & Polhemus, 1985
  - Podullahas Schuh, 1984
  - Pongocoris Linnavuori, 1975
  - Ribautocapsus Wagner, 1962
  - Ruwaba Linnavuori, 1975
  - Skukuza Schuh, 1974
  - Sohenus Distant, 1910
  - Syngonus Bergroth, 1926
  - Systellonotidea Poppius, 1914
  - Systellonotopsis Poppius, 1914
  - Systellonotus Fieber, 1858
  - Trichophorella Reuter, 1905
  - Trichophthalmocapsus Poppius, 1914
  - Vitsikamiris Polhemus, 1994
  - Wygomiris Schuh, 1984
  - Zaratus Distant, 1909
- Tribus: Leucophoropterini Schuh, 1974
  - Abuyogocoris Schuh, 1984
  - Aitkenia Carvalho & Gross, 1982
  - Arafuramiris Schuh, 1984
  - Ausejanus Menard & Schuh, 2011
  - Austrodapus Menard & Schuh, 2011
  - Biromiris Schuh, 1984
  - Blesingia Carvalho & Gross, 1982
  - Collessicoris Carvalho & Gross, 1982
  - Ctypomiris Schuh, 1984
  - Gulacapsus Schuh, 1984
  - Johnstonsonius Menard & Schuh, 2011
  - Leucophoroptera Poppius, 1921
  - Missanos Menard & Schuh, 2011
  - Neaitkenia Menard & Schuh, 2011
  - Neoleucophoroptera Menard & Schuh, 2011
  - Papuamimus Schuh, 1984
  - Papuamiroides Menard & Schuh, 2011
  - Pseudohallodapocoris Schuh, 1984
  - Pseudoleucophoroptera Schuh, 1984
  - Solomonomimus Schuh, 1984
  - Transleucophoroptera Menard & Schuh, 2011
  - Trichocephalocapsus Schuh, 1984
  - Waterhouseana Carvalho, 1973
- Tribus: Nasocorini Reuter, 1883
  - Adenostomocoris Schuh & Schwartz, 2004
  - Arctostaphylocoris Schuh & Schwartz, 2004
  - Atomoscelis Reuter, 1875
  - Atractotomoidea Yasunaga, 1999
  - Atractotomus Fieber, 1858
  - Beckocoris Knight, 1968
  - Bergmiris Carvalho, 1984
  - Boopidocoris Reuter, 1879
  - Caiganga Carvalho & Becker, 1957
  - Campylomma Reuter, 1878
  - Chlamydatus Curtis, 1833
  - Chlamyopsallus Schwartz, 2005
  - Helenocoris Schmitz, 1976
  - Hirtopsallus Schmitz, 1976
  - Insulopus Schmitz, 1976
  - Karocris V. Putshkov, 1975
  - Kasumiphylus Schwartz & Stonedahl, 2004
  - Lamprosthenarus Poppius, 1914
  - Lattinophylus Schuh, 2008
  - Lopsallus Schmitz, 1976
  - Monosynamma Scott, 1864
  - Naresthus Schmitz, 1976
  - Neisopsallus Schmitz, 1976
  - Neophylus Carvalho & Costa, 1992
  - Nigrimiris Carvalho & Schaffner, 1973
  - Oligobiella Reuter, 1885
  - Phaxia Kerzhner, 1984
  - Pruneocoris Schuh & Schwartz, 2004
  - Psallomimus Wagner, 1951
  - Squamophylus Carvalho & Costa, 1992
  - Taeniophorus Linnavuori, 1952
  - Tapuruyunus Carvalho, 1946
  - Thymopsallus Linnavuori, 1975
  - Tijucaphylus Carvalho & Costa, 1992
  - Tunisiella Carapezza, 1997
  - Voruchia Reuter, 1879
- Tribus: Phylini Douglas & Scott, 1865
  - Acrotelus Reuter, 1885
  - Adelphophylus Wagner, 1959
  - Agrametra Buchanan-White, 1878
  - Agraptocoris Reuter, 1903
  - Alloeotarsus Reuter, 1885
  - Alnopsallus Duwal, Yasunaga & Lee, 2010
  - Alvarengamiris Carvalho, 1991
  - Amazonophilus Carvalho & Costa, 1993
  - Amblytylus Fieber, 1858
  - Americodema Henry, 2000
  - Ampimpacoris Weirauch & Schuh, 2011
  - Anapsallus Odhiambo, 1960
  - Ancoraphylus Weirauch, 2007
  - Angelopsallus Schuh, 2006
  - Anomalocornis Carvalho & Wygodzinsky, 1945
  - Anonychiella Reuter, 1912
  - Antepia Seidenstücker, 1962
  - Aphaenophyes Reuter, 1899
  - Araucanophylus Carvalho, 1984
  - Ariquemesia Carvalho & Costa, 1994
  - Arizonapsallus Schuh, 2006
  - Arlemiris Carvalho, 1984
  - Asciodema Reuter, 1878
  - Atomophora Reuter, 1879
  - Atractotomimus Kiritshenko, 1952
  - Auchenocrepis Fieber, 1858
  - Badezorus Distant, 1910
  - Beamerella Knight, 1959
  - Bicurvicoris Carvalho & Schaffner, 1973
  - Bisulcopsallus Schuh, 2006
  - Botocudomiris Carvalho, 1979
  - Brachyarthrum Fieber, 1858
  - Brachyceratocoris Knight, 1968
  - Brachycranella Reúter, 1905
  - Calidroides Schwartz, 2005
  - Camptotylidea Wagner, 1957
  - Camptotylus Fieber, 1861
  - Camptozorus Kerzhner, 1996
  - Cariniocoris Henry, 1989
  - Ceratopsallus Schuh, 2006
  - Cercocarpopsallus Schuh, 2006
  - Chiloephylus Carvalho, 1984
  - Chimairacoris Yasunaga, Schuh & Cassis, 2015
  - Chinacapsus Wagner, 1961
  - Chlorillus Kerzhner, 1962
  - Chrysochnoodes Reuter, 1901
  - Compsidolon Reuter, 1899
  - Compsonannus Reuter, 1902
  - Coniferocoris Schwartz & Schuh, 1999
  - Conostethus Fieber, 1858
  - Crassicornus Carvalho, 1945
  - Crassomiris Weirauch, 2006
  - Cremnorrhinus Reuter, 1880
  - Dacota Uhler, 1872
  - Damioscea Reuter, 1883
  - Darectagela Linnavuori, 1975
  - Darfuromma Linnavuori, 1975
  - Dasycapsus Poppius, 1912
  - Dignaia Linnavuori, 1975
  - Dilatops Weirauch, 2006
  - Dominiquella Linnavuori, 1983
  - Ectagela Schmidt, 1939
  - Ellacapsus Yasunaga, 2013
  - Ephippiocoris Poppius, 1912
  - Eremophylus Yasunaga, 2001
  - Europiella Reuter, 1909
  - Europiellomorpha Duwal, 2014
  - Eurycolpus Reuter, 1875
  - Excentricoris Carvalho, 1955
  - Farsiana Linnavuori, 1998
  - Galbinocoris Weirauch, 2006
  - Gediocoris Wagner, 1964
  - Ghazalocoris Linnavuori, 1975
  - Glaucopterum Wagner, 1963
  - Gonoporomiris Henry & Schuh, 2002
  - Gonzalezinus Carvalho, 1981
  - Gressittocapsus Schuh, 1984
  - Hadrophyes Puton, 1874
  - Hamatophylus Weirauch, 2006
  - Hambletoniola Carvalho, 1954
  - Harpagophylus Schuh & Weirauch, 2010
  - Henryognathus Schuh & Salas, 2018
  - Heterocapillus Wagner, 1960
  - Heterochlorillus V.G. Putshkov, 1970
  - Hoplomachus Fieber, 1858
  - Hyalopsallus Carvalho & Schaffner, 1974
  - Icodema Reuter, 1875
  - Indatractus Linnavuori, 1975
  - Insulaphylus Weirauch, 2006
  - Izyaius Schwartz, 2006
  - Jiwarli Soto & Weirauch, 2009
  - Josifovius Konstantinov, 2008
  - Juniperia Linnavuori, 1965
  - Karoocapsus Schuh, 1974
  - Keltonia Knight, 1966
  - Kmentophylus Duwal, Yasunaga & Lee, 2010
  - Knightensis Schaffner, 1978
  - Knightomiroides Stonedahl & Schwartz, 1996
  - Knightophylinia Schaffner, 1978
  - Knightopiella Schuh, 2004
  - Knightopsallus Schuh, 2006
  - Lalyocoris Linnavuori, 1993
  - Lasiolabopella Schuh, 1974
  - Lasiolabops Poppius, 1914
  - Lepidargyrus Muminov, 1962
  - Lepidocapsus Poppius, 1914
  - Lepidopsallus Knight, 1923
  - Leptoxanthus Reuter, 1905
  - Leucodellus Reuter, 1906
  - Leucophylus Duwal, Yasunaga & Lee, 2010
  - Lindbergopsallus Wagner, 1962
  - Lineatopsallus Henry, 1991
  - Litoxenus Reuter, 1885
  - Liviopsallus Carapezza, 1982
  - Lopus Hahn, 1833
  - Maculamiris Weirauch, 2006
  - Malacotes Reuter, 1878
  - Marrubiocoris Wagner, 1970
  - Maurodactylus Reuter, 1878
  - Megalocoleus Reuter, 1890
  - Megalodactylus Fieber, 1858
  - Megalopsallus Knight, 1927
  - Mendozaphylus Carvalho & Carpintero, 1991
  - Microphylidea Knight, 1968
  - Millerimiris Carvalho, 1951
  - Mineocapsus Knight, 1972
  - Mixtecamiris Carvalho & Schaffner, 1973
  - Moiseevichia Schuh, 2006
  - Monochroica Qi & Nonnaizab, 1996
  - Monocris V. Putshkov, 1974
  - Myrmicopsella Poppius, 1914
  - Nanopsallus Wagner, 1952
  - Nasocoris Reuter, 1879
  - Natalophylus Schuh, 1974
  - Neopsallus Schuh & Schwartz, 2004
  - Nevadocoris Knight, 1968
  - Nigrocapillocoris Stichel, 1956
  - Nubaia Linnavuori, 1975
  - Occidentodema Henry, 2000
  - Oligotylus Van Duzee, 1916
  - Omocoris Lindberg, 1930
  - Oncotylidea Wagner, 1965
  - Oncotylus Fieber, 1858
  - Opisthotaenia Reuter, 1901
  - Opuna Kirkaldy, 1902
  - Oreocapsus Linnavuori, 1975
  - Orthonotus Stephens, 1829
  - Orthophylus Duwal & Lee, 2011
  - Orthopidea Reuter, 1899
  - Pachyxyphus Fieber, 1858
  - Parachlorillus Wagner, 1964
  - Parafulvius Carvalho, 1954
  - Parapsallus Wagner, 1952
  - Parapseudosthenarus Schuh, 1974
  - Pararagmus Poppius, 1911
  - Paravoruchia Wagner, 1959
  - Paredrocoris Reuter, 1878
  - Pastocoris Reuter, 1879
  - Phaeochiton Kerzhner, 1964
  - Phallospinophylus Weirauch, 2006
  - Phoenicocapsus Reuter, 1876
  - Phoenicocoris Reuter, 1875
  - Phyllopidea Knight, 1919
  - Phylus Hahn, 1831
  - Phymatopsallus Knight, 1964
  - Piceophylus Schwartz & Schuh, 1999
  - Pimeliocoris Eyles & Schuh, 2003
  - Pinomiris Stonedahl & Schwartz, 1996
  - Pinophylus Schwartz & Schuh, 1999
  - Placochilus Fieber, 1858
  - Plagiognathidea Poppius, 1914
  - Plagiognathus Fieber, 1858
  - Platyscytisca Costa & Henry, 1999
  - Platyscytus Reuter, 1907
  - Plesiodema Reuter, 1875
  - Pleuroxonotus Reuter, 1903
  - Porophoroptera Carvalho & Gross, 1982
  - Pronototropis Reuter, 1879
  - Psallodema V.G. Putshkov, 1970
  - Psallomorpha Duwal, Yasunaga & Lee, 2010
  - Psallopsis Reuter, 1901
  - Psallovius Henry, 1999
  - Psallus Fieber, 1858
  - Pseudatomoscelis Poppius, 1911
  - Pseudosthenarus Poppius, 1914
  - Pygovepres Weirauch, 2006
  - Quercophylus Weirauch, 2006
  - Quernocoris Weirauch, 2006
  - Rakula Odhiambo, 1967
  - Ranzovius Distant, 1893
  - Reuteroscopus Kirkaldy, 1905
  - Rhinacloa Reuter, 1876
  - Rhinocapsus Uhler, 1890
  - Roburocoris Weirauch, 2009
  - Roudairea Puton & Reuter, 1886
  - Rubellomiris Weirauch, 2006
  - Rubeospineus Weirauch, 2006
  - Sacculifer Kerzhner, 1959
  - Salicarus Kerzhner, 1962
  - Salicopsallus Schuh, 2006
  - Sasajiophylus Yasunaga, 2001
  - Schaffneropsallus Schuh, 2006
  - Schuhistes Menard, 2010
  - Solenoxyphus Reuter, 1875
  - Somalocoris Linnavuori, 1975
  - Spanagonicus Berg, 1883
  - Stenoparia Fieber, 1870
- Tribus: Pilophorini Douglas & Scott, 1876
  - Alepidiella Poppius, 1914
  - Aloea Linnavuori, 1975
  - Anthropophagiotes Kirkaldy, 1908
  - Druthmarus Distant, 1909
  - Ethatractus Linnavuori, 1975
  - Hypseloecus Reuter, 1891
  - Neoambonea Schuh, 1974
  - Parambonea Schuh, 1974
  - Parasthenaridea Miller, 1937
  - Pherolepis Kulik, 1968
  - Pilophorus Hahn, 1825
  - Pseudambonea Schuh, 1974
  - Randallophorus Henry, 2013
  - Spinolosus Zou, 1985
  - Sthenaridea Reuter, 1884
- Tribus: Pronotocrepini Knight, 1929
  - Ethelastia Reuter, 1876
  - Orectoderus Uhler, 1876
  - Pronotocrepis Knight, 1929
  - Teleorhinus Uhler, 1890
- Tribus: Semiini Knight, 1923
  - Basileobius Eyles & Schuh, 2003
  - Cyrtodiridius Eyles & Schuh, 2003
  - Halormus Eyles & Schuh, 2003
  - Leptidolon Reuter, 1904
  - Mecenopa Eyles & Schuh, 2003
  - Melaleucoides Schuh & Weirauch, 2010
  - Monospatha Eyles & Schuh, 2003
  - Pimeleocoris Eyles & Schuh, 2003
  - Polyozus Eyles & Schuh, 2003
  - Protemiris Russell & Weirauch, 2016
  - Scholtzicoris Schuh, 2016
  - Wallabicoris Schuh & Pedraza, 2010
  - Xiphoides Eyles & Schuh, 2003